# King Kong Bundy
Christopher Alan Pallies (* 7. listopadu 1957 - 4. března 2019) byl americký profesionální wrestler, komik a herec, známý pod ringovým jménem King Kong Bundy.
V polovině osmdesátých a v polovině devadesátých let působil ve World Wrestling Federation (WWF) a v roce 1986 se zúčastnil hlavního zápasu WrestleManie 2, kde se v ocelové kleci utkal s Hulkem Hoganem o titul WWF World Heavyweight Championship. Byl také hlavní hvězdou prvního ročníku Survivor Series v roce 1987 a hvězda první show November to Remember v roce 1993, pořádané společností Extreme Championship Wrestling.

## Mládí
Narodil se 7. listopadu 1955 ve Woodbury ve státě New Jersey, Donaldu Palliesovi a Margret (McCarthy) Palliesové. Navštěvoval střední školu Washington Township High School v Sewellu ve státě New Jersey, kterou dokončil v roce 1974. Měl dvě sestry a tři bratry. Na střední škole zápasil v těžké váze v týmu zápasníků. Získal dva regionální tituly. Jeho bratr Jeff rovněž zápasil.

## Osobní život
Dříve byl ženatý a vychovával manželčina syna Davida z předchozího manželství. Byl velkým milovníkem koček a několik jich doma choval.
V červenci 2016 se připojil k hromadné žalobě podané proti WWE, která tvrdila, že zápasníci utrpěli dlouhodobá neurologická poranění a také, že společnost o ně řádně nepečovala a podvodně zkreslovala a zatajovala povahu a rozsah těchto zranění. Žalobu vedl advokát Konstantine Kyros, který se podílel na řadě dalších žalob proti WWE. Případ byl v září 2018 zamítnut americkou okresní soudkyní Vanessou Lynne Bryantovou. Tato účast na žalobě ho pravděpodobně stála uvedení do Síně slávy WWE.

## Smrt
Dne 4. března 2019 zemřel na komplikace s cukrovkou ve svém domě v Glassboro v New Jersey ve věku 61 let.

## Filmografie
| Film       | Film                      | Film                 | Film                                                    |
| Rok        | Název                     | Role                 | Poznámky                                                |
| ---------- | ------------------------- | -------------------- | ------------------------------------------------------- |
| 1988       | Zkus se přestěhovat       | Gorgo                |                                                         |
| 2002       | Bill's Seat               | Big Swede            | Krátkometrážní film                                     |
| 2010       | Card Subject to Change    | Sám sebe             | Dokument                                                |
| 2011       | Fight the Panda Syndicate | Otto Belmar          |                                                         |
| Televize   |                           |                      |                                                         |
| Rok        | Název                     | Role                 | Poznámky                                                |
| 1987, 1995 | Ženatý se závazky         | strýc Irwin/sám sebe | Epizody: "All in the Family", "Flight of the Bumblebee" |
| 1996       | Weird Science             | Sám sebe             | Epizoda: "Men in Tights"                                |
| 1998       | Boy Meets World           | Sám sebe             | 1 epizoda                                               |
| 2008       | Golden Goal               | Sám sebe             | 1 epizoda                                               |
| 2014       | The Swerve                | Sám sebe             | Epizoda: "King Kong Bundy"                              |

## Úspěchy a ocenění
- AWA Superstars of Wrestling
  - AWA Superstars of Wrestling Heavyweight Championship (1x)
- Continental Wrestling Association
  - NWA/AWA Southern Heavyweight Championship (1x)
  - NWA/AWA Southern Tag Team Championship (1x) – s Rickem Rudem
- Georgia Championship Wrestling
  - NWA National Tag Team Championship (1x) – se The Masked Superstar
- International Pro Wrestling
  - IPW Heavyweight Championship (1x)
- International Wrestling Superstars
  - IWS United States Championship (1x)
- Maryland Championship Wrestling
  - MCW Heavyweight Championship (1x)
- Memphis Wrestling Hall of Fame
  - Class of 2022
- Midwest Championship Wrestling
  - MCW Championship (1x)
- NWA New York
  - NWA New York Heavyweight Championship (1x)
- Pro Wrestling Illustrated
  - Ranked No. 147 of the top 500 wrestlers in the PWI 500 in 1995
  - Ranked No. 124 of the top 500 wrestlers during the PWI Years in 2003
- Richmond Championship Wrestling
  - RCW Heavyweight Championship (1x)
- Top Rope Wrestling
  - TRW Heavyweight Championship (1x)
- World Class Championship Wrestling
  - NWA American Heavyweight Championship (2x)
  - NWA American Tag Team Championship (2x) – s Billem Irwinem (1) a Bugsym McGrawem (1)
- World Wide Wrestling Alliance
  - WWWA Heavyweight Championship (1x)
- World Wrestling Federation
  - Slammy Award (2 times)
    - Bobby "The Brain" Heenan Scholarship Award (1987) s Haku, Tama, André the Giant, Hercules, and Harley Race
    - Most Evolutionary (1994) – vyrovnaně s Gorilla Monsoon